# Куцово
Куцово (болг. Куцово) — село в Болгарии. Находится в Кырджалийской области, входит в общину Черноочене. Население составляет 10 человек.

## Политическая ситуация
В местном кметстве Новоселиште, в состав которого входит Куцово, должность кмета (старосты) исполняет Реджеб Емурла Реджеб (Движение за права и свободы (ДПС)) по результатам выборов правления кметства.
Кмет (мэр) общины Черноочене — Айдын Ариф Осман (Движение за права и свободы (ДПС)) по результатам выборов в правление общины.